# Albatros viatger
L'albatros viatger (Diomedea exulans) és un gran ocell marí de la família dels diomedeids (Diomedeidae). És l'au amb major envergadura d'entre totes les espècies actuals. Les espècies Diomedea antipodensis, Diomedea amsterdamensis i Diomedea dabbenena eren considerades subespècies de l'albatros viatger.

## Morfologia

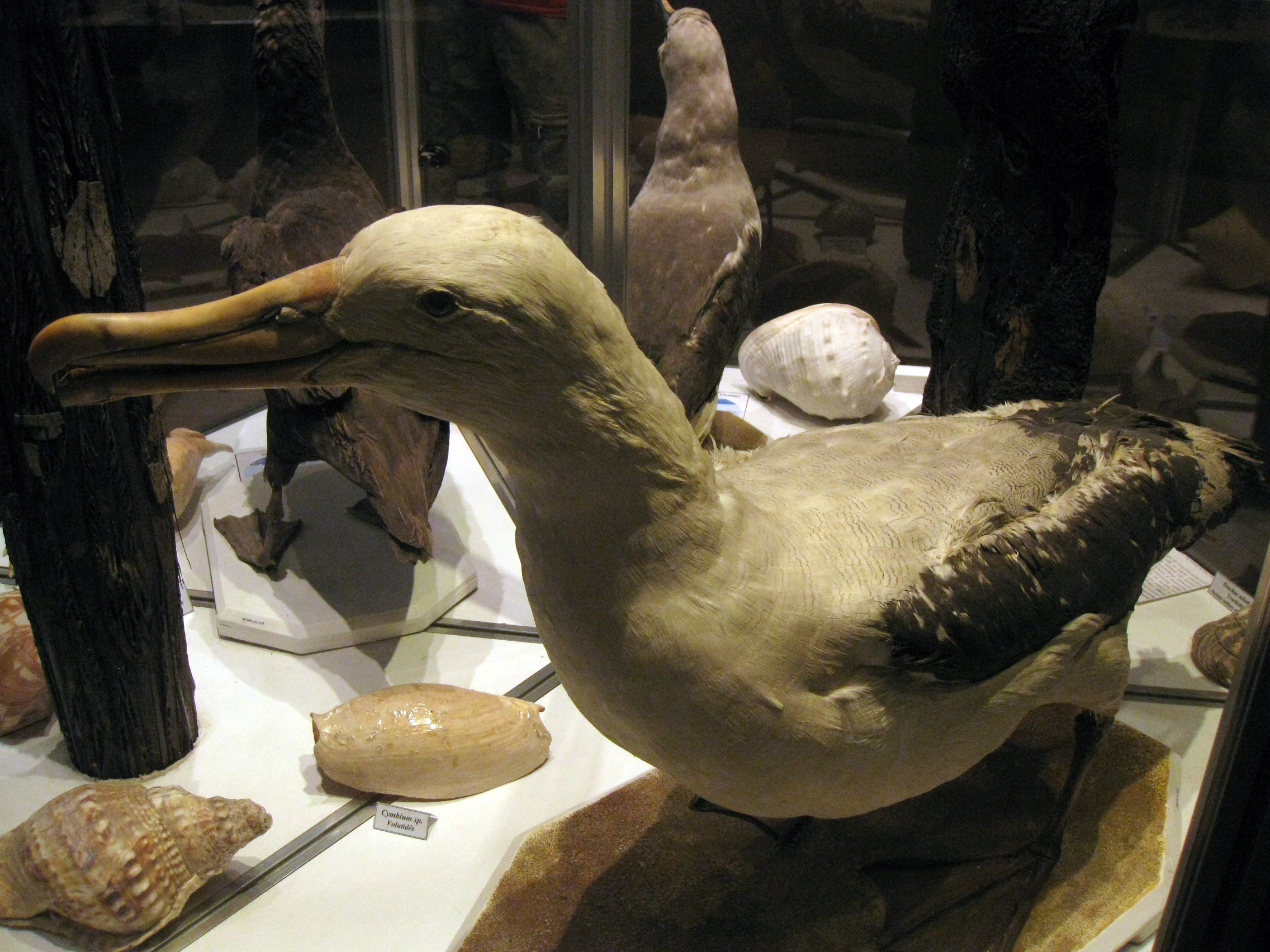
Albatros viatger al Museu d'Història Natural de Perpinyà.

- Fa una llargària de 107 – 135 cm, una envergadura de 2,51 – 3,50 m i un pes de 6,25 – 12 kg, amb els mascles una mica majors que les femelles.
- Blanc per sota a excepció de punta i bordell posterior de l'ala. Zona dorsal blanca.
- Ulls bruns, bec i potes de color rosa pàl·lid.
- Com que passen molts anys fins a l'obtenció del plomatge final dels adults, el més freqüent és l'observació de fases intermèdies de plomatge, entre la del jove i la de l'adult. Als joves de primer any, només la cara, la gola i una part de la superfície inferior de l'ala és blanca, essent la resta del cos marró. Més tard va guanyant zones blanques i minvant les marrons, que desapareixen cap als 5 anys.

## Hàbitat i distribució
D'hàbits pelàgics, cria a les illes de Geòrgia del Sud, Crozet, Kerguelen, Príncep Eduard, i Macquarie. Es dispersa als oceans meridionals entre els 28° i 60° Sud.

## Alimentació
S'alimenten de nit de cefalòpodes, petits peixos i crustacis i de restes d'animals marins suren en la mar. Poden seguir els vaixells per aprofitar les deixalles i també poden fer immersions poc profundes.

## Reproducció

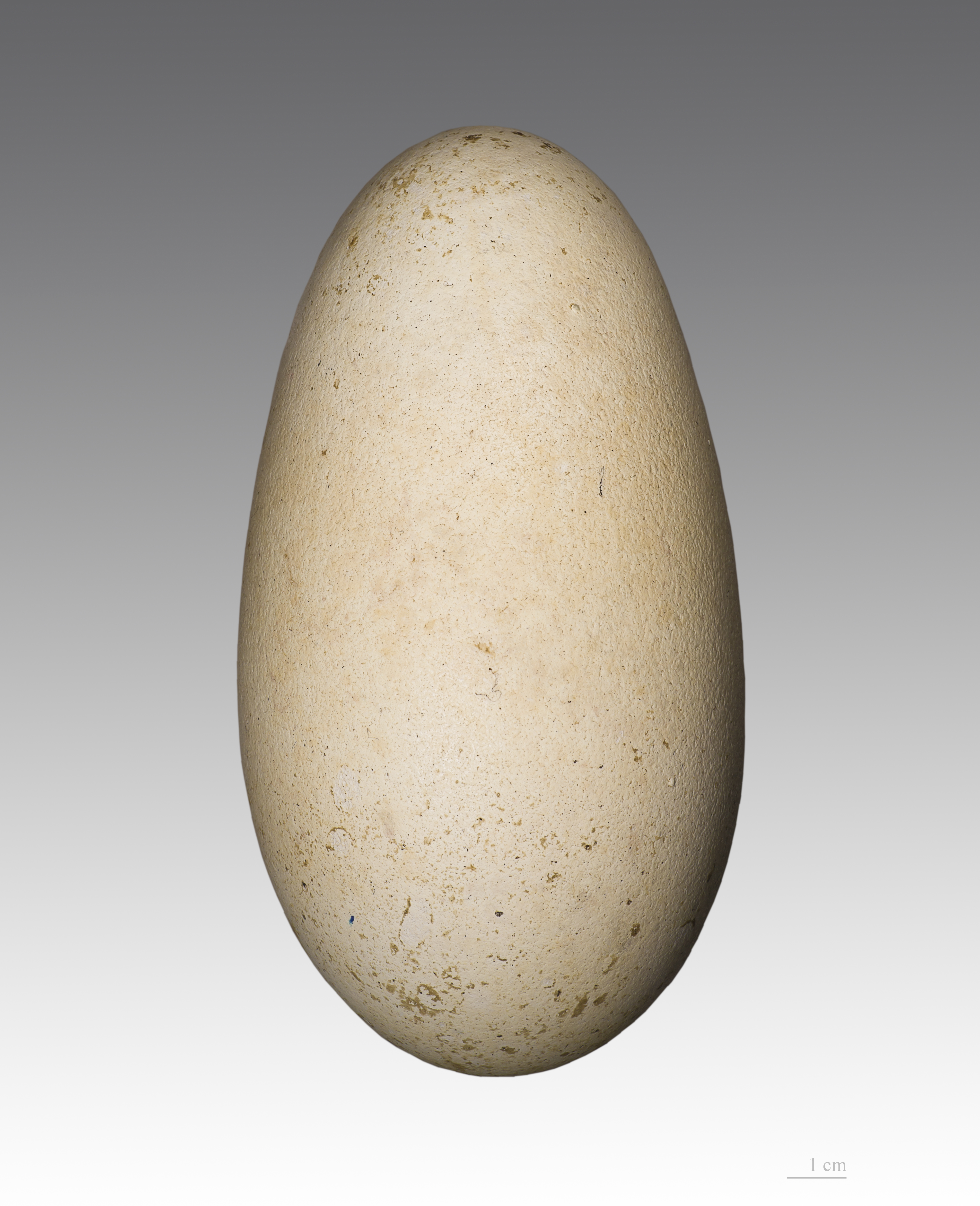
Ou

Cria cada dos anys, En l'època de cria acudeixen fins a les colònies. Ponen un únic ou, blanc amb punts foscos, entre el 10 de desembre i el 5 de gener, en un niu en forma de gran tassa. Els dos pares coven l'ou durant unes 11 setmanes. La parella normalment es forma per vida. Els joves ocells tornen a la colònia de cria a l'edat de 6 anys, però no es reprodueixen fins als 11 – 15 anys Sobreviuen al voltant d'un 30% dels pollets.